# Hotel Selský dvůr
Hotel Selský dvůr (původně známý jako Koukalův statek) je budova venkovské usedlosti založené v 16. století v Hostivaři. Stavba funguje jako hotel od roku 2005, kdy byla dokončena její rekonstrukce.[zdroj?]
Stavba je od roku 1958 chráněna jako kulturní památka ČR.

## Historie
Není přesně známo, kdy byla tato budova postavena. První zmínky o Koukalově statku (dnes Hotel Selský Dvůr) pocházejí až z roku 1567, kdy jej dle gruntovní knihy držel Martin Hoch, který tuto budovu zdědil po svém otci. Je pravděpodobné, že v této době šlo o barokní areál.
Další zmínka, datovaná do roku 1654, uvádí Koukalův statek za chalupu. Dnešní podoby se stavení dostalo na přelomu 18. a 19. století, kdy bylo přestavěno v klasicistním slohu.
Po druhé světové válce byla budova znárodněna, došlo pak k postupnému chátrání. V roce 1985 byla ve velmi špatném stavu. V té době byla zbořena hospodářská budova v zadní části areálu. Od 80. let 20. století na budově proběhly mnohaleté rekonstrukce, které skončily až v roce 2005, kdy začala budova sloužit jako hotel.

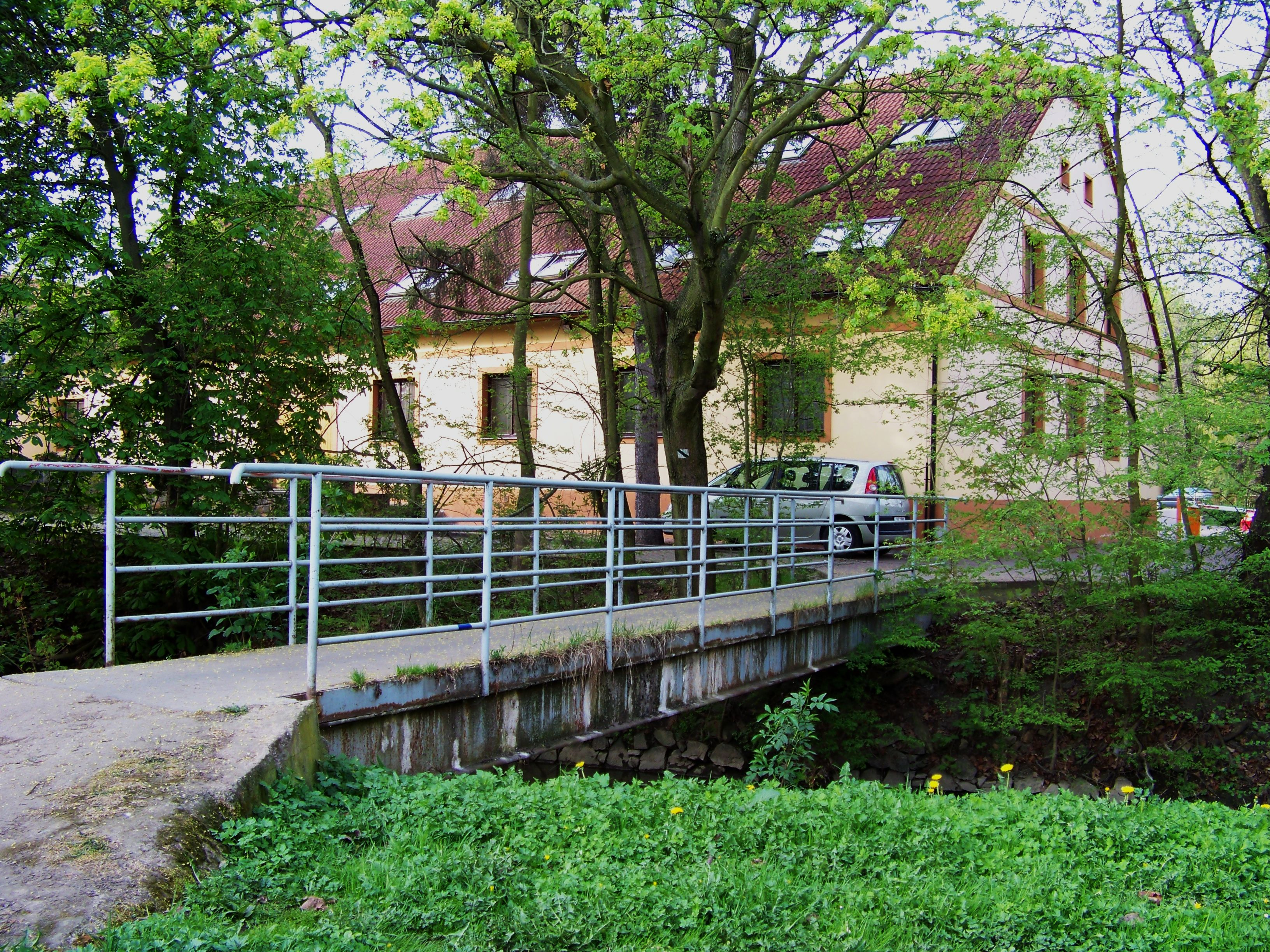
Hostivař, Selský dvůr, lávka přes Botič, pohled na Hotel Selský Dvůr ze zadní části.

## Popis
Budova původně sloužila jako statek. Na přelomu 18. a 19. století byla přestavěna v klasicistním slohu. Stavba je patrová, zděná a má čtvercový půdorys. Její střecha je polovalbová. Při přestavbě byl rozšířen její půdorys ze severní strany. Původní 5osé průčelí, nahradilo dnešní 7osé. Okna jsou lemována šambránami. V přízemí je zachována klášterní klenba s lunetami. Fasáda je členěna kordónovou a parapetní římsou. Ukončena je vykonzolovanou korunní římsou.